# 金田一勝定
金田一 勝定（きんだいち かつさだ、1848年3月16日（弘化5年2月12日） - 1920年（大正9年）12月31日）は、日本の実業家、和算家。

## 人物
陸奥国岩手郡仁王村四ツ家町（現・岩手県盛岡市本町通二丁目）にて豪商「大豆屋」金田一伊門とリセの長男として生まれる。金田一京助は勝定の妹やすの子。金田一國士の養父。
1868年（慶応4年）、戊辰戦争鹿角口の戦いに従軍して足を負傷した。明治から大正初期の岩手県内実業界で盛岡銀行頭取、盛岡電気株式会社、岩手軽便鉄道株式会社など多くの企業を創立して社長となり、金田一財閥と呼ばれるまでに成長させ、県会議員、盛岡市会議員を務めた。勝定は幼少より学問を好み、盛岡和算に通じた最後の人で、和算書の収集に努力し、多大な費用をかけて和算家の阿部家、鬼柳家の蔵書を購入し、1912年（明治45年）、松原正固の蔵書とともに東北大学に寄贈した。著書に『算法自問集』『算学漫筆』『算学矩合集』などがある。墓所は盛岡市龍谷寺。

## 関連文献
- 岩手県姓氏歴史人物大辞典編纂委員会『岩手県姓氏歴史人物大辞典』角川書店、1998年